# 姆布爾
姆布爾是非洲國家塞內加爾的城市，位於首都達喀爾以南約80公里，由捷斯區負責管轄，主要經濟活動有旅遊業、捕魚業和花生加工業，是該國第二大港口，2002年人口153,503。

## 友好城市
- 法國 孔卡尔诺

14°25′N 16°58′W / 14.417°N 16.967°W